# Geometra
Genre
Geometra est un genre de lépidoptères (papillons) de la famille des Geometridae, de la sous-famille des  Geometrinae.

## Liste d'espèces
Selon NCBI (3 janvier 2018) :
- Geometra dieckmanni
- Geometra papilionaria (Linnaeus, 1758) — la Grande naïade
- Geometra ussuriensis